# Президентские выборы в Италии
Президентские выборы в Италии определяют, кто станет президентом страны на ближайшие семь лет.
Со времени конституционного референдума 2 июня 1946 года и принятия в 1947 году Конституции Итальянской Республики, по которой страна становилась парламентской республикой, а главой государства — президент, выборы президента проводились 12 раз: в 1948, 1955, 1962, 1964, 1971, 1978, 1985, 1992, 1999, 2006, 2013 и 2015 годах.
При этом выборы 2013 года считаются 12-ми по счёту выборами главы итальянского государства, а выборы 2015 года 13-ми. (Первый президент Италии Энрико де Никола был избран в 1946 году временным главой государства, переизбран в 1947-м и стал президентом 1 января 1948 года, то есть с момента вступления принятой 22 декабря Конституционной ассамблеей и подписанной им самим 27 декабря конституции в силу.)
На текущий момент только два раза в истории президент переизбирался на второй срок (Джорджо Наполитано в 2013 году и Серджо Маттарелла в 2022 году)..

## Возрастной ценз
Президентом Италии может быть избран гражданин Италии не моложе 50 лет.

## Периодичность выборов
Согласно конституции, президент избирается сроком на 7 лет. При этом большинство итальянских президентов уходили в отставку раньше срока (начиная с Антонио Сеньи, ушедшего в отставку по состоянию здоровья в 1964 году).

## Процедура
Президента избирает специальная коллегия выборщиков, куда входят представители обеих палат парламента (Палаты депутатов и Сената), а также представители регионов (автономных областей). (В 2013 году в коллегии выборщиков было 1007 человек — 630 депутатов, 319 сенаторов и 58 представителей итальянских регионов.)
Голосование тайное.
Изначально для победы кандидат должен набрать две трети голосов, но если первые три тура голосования заканчиваются безрезультатно, то начиная с четвёртого планка снижается — становится достаточно простого большинства (то есть 50 % + 1 голос).
Наибольшее количество туров потребовалось в 1971, 1978 и 1992 годах — по 16.

## Список президентских выборов, прошедших в Италии
- Выборы временного главы государства в Италии (1946)
- Выборы временного главы государства в Италии (1947)
- Президентские выборы в Италии (1948)
- Президентские выборы в Италии (1955)
- Президентские выборы в Италии (1962)
- Президентские выборы в Италии (1964)
- Президентские выборы в Италии (1971)
- Президентские выборы в Италии (1978)
- Президентские выборы в Италии (1985)
- Президентские выборы в Италии (1992)
- Президентские выборы в Италии (1999)
- Президентские выборы в Италии (2006)
- Президентские выборы в Италии (2013)
- Президентские выборы в Италии (2015)
- Президентские выборы в Италии (2022) (24/29 января)

## Примечание
1. 1 2  Новейшее время - Стр 6. Дата обращения: 6 апреля 2019. Архивировано 6 апреля 2019 года.
2. ↑  20 aprile 2013, tre anni fa la rielezione di Napolitano a presidente della Repubblica. Corriere.it.
3. ↑  La crisi economica nel discorso del Presidente della Repubblica Sergio Mattarella. Rai Storia. Дата обращения: 6 апреля 2019. Архивировано 6 апреля 2019 года.
4. ↑  Впервые в истории Италии президент переизбран на второй срок. ТАСС (20 апреля 2013). Дата обращения: 6 апреля 2019. Архивировано 6 апреля 2019 года.
5. ↑  Маттареллу переизбрали на второй срок. Дата обращения: 2 февраля 2022. Архивировано 2 февраля 2022 года.
6. ↑  Sergio Mattarella rieletto presidente della Repubblica con 759 voti (итал.). RAI News (29 января 2022). Дата обращения: 29 января 2022. Архивировано 29 января 2022 года.
7. 1 2 3 4 5 6  Впервые в истории Италии президент переизбран на второй срок. ТАСС. Дата обращения: 6 апреля 2019. Архивировано 6 апреля 2019 года.
8. ↑  Е. Ф. Язькова Допущено Министерством образования Российской Федерации в качестве учебник - Учебник. Дата обращения: 7 апреля 2019. Архивировано 9 сентября 2016 года.
История новейшего времени стран Европы и Америки, 1945-1990. — Высшая школа, 1993.